# Skorušinské vrchy
Skorušinské vrchy jsou pohoří na severním Slovensku, součást subprovincie Vnější Západní Karpaty. Nejvyšší vrch je Skorušina 1314 m v severovýchodní části pohoří.

## Charakteristika
Geomorfologický celek je orientován ve směru jihozápad-severovýchod, tvoří oblouk prohnutý k severozápadu s délkou 30 km a průměrnou šířkou 7 km. Nejvíce se rozšiřuje v nejvýchodnější části v oblasti státní hranice s Polskem (cca 8 km), nejužší je v jihozápadním cípu (cca 1,5 km). Na severu hraničí s Oravskou kotlinou, na západě s Oravskou vrchovinou a na jihu s Podtatranskou brázdou (podsestava Zuberecká brázda). Na východě navazuje na geomorfologický celek Kotlina Orawsko-Nowotarska v Polsku.

## Geologické poměry
Pohoří náleží k pásmu Vnitrokarpatský paleogén z období starších třetihor.

## Vrchy a sedla
- Skorušina (1313,8 m n. m.)
- Kopec (1251,3 m n. m.)
- Magura(1231,7 m n. m.)
- Machy (1202 m n. m.)
- Mikulovka (1192,5 m n. m.)
- Blatná (1142,5 m n. m.)
- Javorková (1140,5 m n. m.)
- Blato (1138,1 m n. m.)
- Brezový vrch (1136 m n. m.)
- Javorinky (1122,7 m n. m.)
- Mních(1109,9 m n. m.)
- Súšava (1076,6 m n. m.)
- Vajdovka (1075,6 m n. m.)
- Polianky (1066 m n. m.)
- Krúpová (1064,5 m n. m.)
- Diel (1051,4 m n. m.)
- Oslí vrch (1039 m n. m.)
- Turínok (1003,6 m n. m.)

Jediné významné sedlo: sedlo Biedna 945 m

## Vodstvo
Skorušinské vrchy náležejí k povodí Váhu, resp. k jejímu dílčímu povodí, povodí Oravy. Vodní toky tečou převážně na sever a na západ, k nejvýznamnějším vodním tokem patří (od východu na západ): Jeleśnia, Oravice, Zábiedovčík, Studený potok s Blatná a Krivský potok. Malá část na jihozápadě je prostřednictvím Kvačianky odvodňována na jih do Váhu.

## Sídla
Uvnitř pohoří leží jediná obec - Oravský Biely Potok, pod výběžky pohoří leží: Vitanová, Brezovica, Zábiedovo, Habovka, Zuberec, Chlebnice, Veľké Borové, Malé Borové a Huty.